# Miguel Asín Palacios

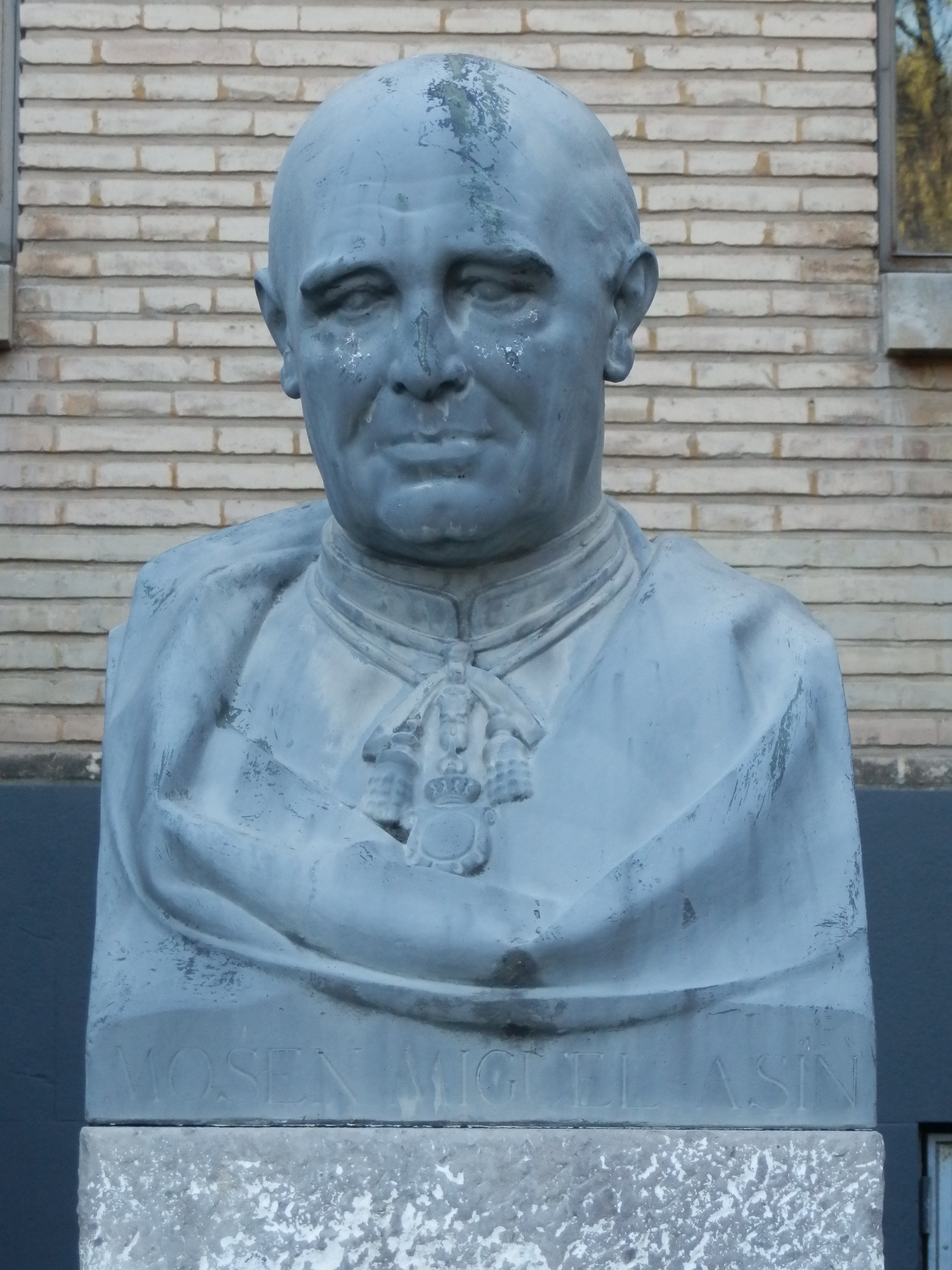
Büste von Miguel Asín y Palacios in Saragossa

Miguel Asín y Palacios (* 5. Juli 1871 in Saragossa; † 12. August 1944 in San Sebastián) war ein spanischer Islamwissenschaftler und Arabist sowie römisch-katholischer Priester. Er veröffentlichte auch unter dem latinisierten Namen Michael Asin et Palacios und arabisch Asīn Balāthīus (أسين بلاثيوس). Er schrieb über den mittelalterlichen Islam, ausführlich über al-Ghazali (Latein: Algazel). Ein großes Buch El Islam cristianizado (1931) präsentiert eine Studie des Sufismus durch die Werke von Muhyī d-Dīn Ibn ʿArabī (Sp: Mohidín Abenarabe) aus Murcia in Andalusien (mittelalterliches Al-Andalus). Asín veröffentlichte auch andere vergleichende Artikel über islamische Einflüsse auf das Christentum und auf spanische Mystiker.
Sein breites Werk über islamische geistliche Literatur und den gegenseitigen Einfluss von Christentum und Islam, arabischer und europäischer Kultur, gilt in der Fachwelt als wegweisend.

## Leben
Miguel Asín Palacios wurde am 5. Juli 1871 in Saragossa, Aragón, in die Kaufmannsfamilie von Don Pablo Asín und Doña Filomena Palacios geboren. Sein älterer Bruder Luis, seine jüngere Schwester Dolores und er waren kleine Kinder, als ihr Vater an einer Lungenentzündung starb. Seine Mutter, die junge Witwe, setzte das Geschäft mit Hilfe fort und kam über die Runden, aber nicht so gut wie zuvor. Er besuchte das Colegio de El Salvador, das von Jesuiten in Saragossa betrieben wurde, wo er begann, lebenslange Freundschaften zu schließen. Er trat in das Seminario Conciliar ein und sang seine erste Messe (Liturgie) in San Cayetano in Saragossa 1895.
An der Universität Saragossa lernte Asín den Arabistikprofessor Julián Ribera y Tarragó kennen und begann ein Studium. 1896 verteidigte er in Madrid seine Dissertation über den persischen islamischen Theologen Al-Ghazālī vor Francisco Codera Zaidín und Marcelino Menéndez y Pelayo.
Alle drei Professoren leiteten ihn bei seinen nachfolgenden Studien an. Asín entwickelte dann seine Studie über Al-Ghazali weiter und veröffentlichte sie 1901. Er schrieb auch über Ibn 'Arabi, der oft als die führende Figur der islamischen Mystik bezeichnet wird. So lief Asín parallel zu einer damals europaweiten Bemühung, die innere Spiritualität des Autors nicht-muslimisch oder akademisch zu verstehen.
Professor Codera zog sich daraufhin von seinem Lehrstuhl für Arabische Sprache an der Universität Complutense Madrid zurück, um dort Platz für Asín zu machen; Ribera in Saragossa erlaubte Asín 1903 zu gehen, um diese Madrider cátedra zu übernehmen. Asín lebte in der gleichen gut angebundenen Pension wie Codera und wurde in der Universität gut aufgenommen. Bis 1905 war auch Ribera nach Madrid gekommen; zusammen mit Asín gründeten sie bald die Zeitschrift Cultura Española (1906–1909).
Asín nahm an internationalen Konferenzen in Algerien (1905) und Kopenhagen (1908) teil, wo er andere Arabisten und Akademiker in Islamwissenschaften nach Madrid einlud. In Madrid blühte er weiter auf und wurde schließlich an den königlichen Hof aufgenommen, wo er die Freundschaft von Alfons XIII. von Spanien gewann. 1921 wurde er zum auswärtigen Mitglied der Königlich Niederländischen Akademie der Künste und Wissenschaften gewählt.

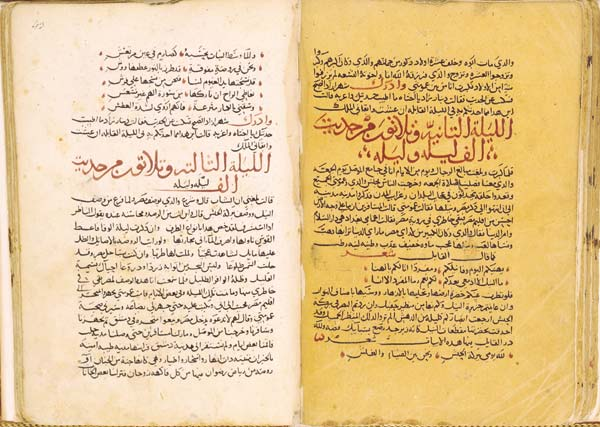

Asín ist bekannt für seine wissenschaftliche Arbeit über die mittelalterliche muslimisch-christliche Schnittstelle von Theologie, Mystik und religiöser Praxis mit Schwerpunkt auf Spanien. Er war eine Form der Geistesgeschichte. Unter den untersuchten Figuren befinden sich Al-Ghazali, Ibn 'Arabi, Averroës (Ibn Rushd), Ibn Masarra und Ibn Hazm sowie der Rabbiner Maimonides (alle aus Al-Andalus außer al-Ghazali). Asín leistet vergleichende Arbeit über den Islam und respektierte Ramon Lull, Thomas von Aquin, Dante Alighieri, Teresa von Avila, Johannes vom Kreuz und Blaise Pascal.
Asíns Art der Herangehensweise bestand darin, sich an ein Thema zu halten, darüber zu kreisen und jedes Mal zum Verständnis beizutragen. Seine Arbeitsweise beinhaltete eine akribische Planung, indem er zuerst die Reihenfolge der Präsentation im Detail konzipierte und dann ohne einen Entwurf („sin borrador“) alles mit jeder Referenznotiz auf der richtigen Seite redigierte.
1932 begann die Zeitschrift Al-Andalus unter der Leitung von Asín y Palacios zu erscheinen, die sich an eine Leserschaft akademischer Spezialisten wandte. Asín wirkte häufig selbst mit. An den Universitäten entstand eine neue Generation spanischer Arabisten, wie Emilio García Gómez, beeinflusst von Asín. 1936 wurde Asín zum ausländischen Ehrenmitglied der American Academy of Arts and Sciences gewählt.
Der Spanische Bürgerkrieg begann im Juli 1936 als Asín Palacio in San Sebastián im Baskenland seinen Neffen und dessen Familie besuchte. Die Schrecken dieses Kampfes bleiben in Bezug auf beide Seiten sehr schmerzhaft; über sechstausend Priester wurden von Fraktionen der Zweiten Spanischen Republik ermordet. Asín war in persönlicher Gefahr, doch im September eroberten nationalistische Kräfte San Sebastián. Während des Krieges unterrichtete er Latein und schaffte es, Fotokopien arabischer Texte zu erhalten.
Nach dem Trauma des Bürgerkriegs konnte Asín nach Madrid zurückkehren und seine Professur an der Universität wieder aufnehmen. Dort setzte er seine Aufgaben und seine Arbeit an seiner mehrbändigen Studie über Al-Ghazali fort.
Er starb am 12. August 1944 in San Sebastián. Sein Tod veranlasste viele Gelehrte, seine Arbeit zu überprüfen.

## Werke
Nach frühen Veröffentlichungen über Al-Ghazali und Ibn 'Arabi, wie oben erwähnt, diskutierte, redigierte und übersetzte Asín Palacios viele arabische Schriften und verfasste Bücher und Essays zu verwandten Themen, darunter gelegentlich ein Stück in Latein, Französisch oder Italienisch.

### Thomas von Aquin und Averroës

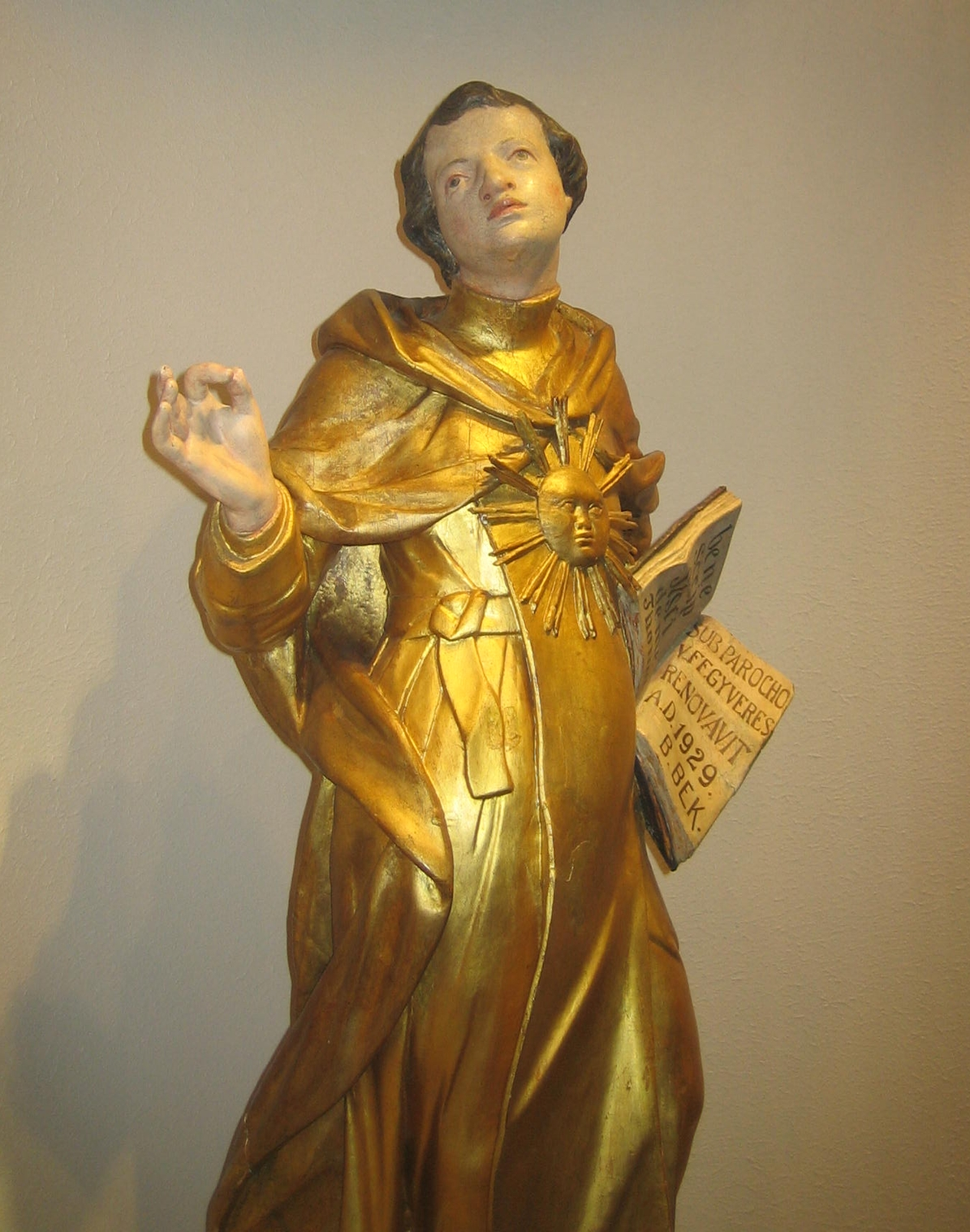
Thomas Aquinas, Skulptur (17. Jhd.)

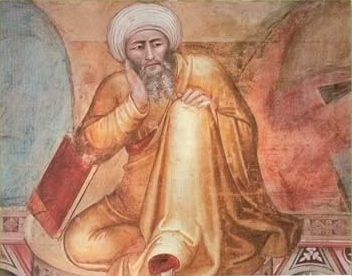
Ibn Rushd (Averroës), Ausschnitt aus Triunfo de Santo Tomás von Andrea da Bonaiuto

Asín Palacios erforschte den muslimischen Einfluss auf Thomas von Aquin (ca. 1225-1274), der höchstwahrscheinlich von dem Philosophen Ibn Rushd aus Córdoba stammen würde (1126–1198), ob als Protagonist oder Antagonist. Ibn Rushd wurde auf Latein „Averroës“ geschrieben. Das Ergebnis war der 1904 erschienene Artikel „El Averroísmo teológico de Santo Tomás de Aquino“ von Asín.
In Bezug auf die griechische Philosophie, insbesondere Aristoteles, schließt Asín, dass die von Averroës bewohnte religiös-philosophische Welt analog zu der von Aquin ist, und auch zu der von ben Maimon oder Maimonides (1135–1204), dem jüdischen Philosophen und Talmud-Exegisten, ebenfalls aus Córdoba.
Asín verstand, dass Averroës die Vernunft mit Frömmigkeit benutzte, um seinen islamischen Glauben zu interpretieren, und untersucht diese Frage, um Averroës klar von einigen der nicht so frommen lateinischen „Averroisten“ zu unterscheiden. Asín bezieht sich auch auf den mittelalterlichen Voluntarismus (im Islam Aschʿarīya genannt), um die ähnlichen Rationalismen von Averroës und Aquinas einander gegenüberzustellen Asíns Standpunkt hierzu wurde durchaus kontrovers diskutiert.

### Ibn Masarra
In seinem 1914 erschienenen Buch Abenmasarra y su escuela. Orígenes de la filosofía hispano-musulmana, beginnt Asín mit der Beschreibung der Entwicklung der Islamischen Philosophie und der Kosmologie im Zentrum der islamischen Zivilisation im Osten im Vergleich zu ihrer späteren Entstehung in Al-Andalus (muslimisches Iberien).
Es folgt eine kurze Biographie von Ibn Masarra (883–931). Dort postuliert Asín die Fortsetzung der bereits bestehenden iberischen Kultur unter hispanischen Ureinwohnern, die nach der Eroberung Hispaniens durch die Umayyaden, konvertiert sind. Aufgrund des Status Ibn Masarras Vater schließt Asín, dass er ein solcher muslimischer „Spanier“ (Muwallad) war. Asín beschreibt seine Affinität zur griechischen Philosophie, d. h. zum Neuplatonismus, bemerkt dann die Vorwürfe der Häresie gegen ihn und dass er seine Lehren früh verheimlicht hat. Zu jener Zeit wird der Umayyaden-Emir Abdullah ibn Muhammad al-Umawi von politischen Unruhen herausgefordert und bewaffnete Rebellen wie Umar ibn Hafsun zeigen wenig Toleranz gegenüber religiösen Dissidenten wie Abenmasarra. Ibn Masarra fühlt sich gezwungen zu fliehen und reist nach Qairawan und Mekka. Er kehrte schließlich unter der toleranten Herrschaft des Umayyaden-Kalifats unter Abd ar-Rahman III. (reg. 889/91-961) nach Córdoba zurück, wo er eine Schule mit Elementen des Sufismus gründete.
Mangels erhaltener Werke von Ibn Masarra aus Córdoba, das Asín zur Verfügung steht, behandelt sein Buch den allgemeinen Kontext der Schule und die Lehren der frühen muslimischen Mystiker in al-Andalus. Asín diskutiert die Mutazili, die Schiiten, der Sufi, der griechisch-römische Mystiker Plotin (205-270) und insbesondere Pseudo-Empedokles. Asín schließt daraus, dass Ibn Masarras Schule Ibn al-Arif (1088–1141) von Almería beeinflusst hat. Dieser Ibn al-'Arif wurde zum Mittelpunkt eines aufstrebenden Sufi-Kreises, der später als „Muridin“ bezeichnet wurde. Seine Anhänger breiteten sich über al-Andalus aus, aber sie wurden zu stark in der Meinung der Regierungsmacht; Sie wurden von den Almoraviden unterdrückt, die dann al-Andalus von Marrakesch aus regierten. Asín diskutiert dann den Einfluss der Schule auf jüdische Persönlichkeiten von al-Andalus, zum Beispiel Jehuda ha-Levi (ca. 1085-c. 1140), und insbesondere über Solomon ibn Gabirol (c. 1021-1058), im Lateinischen als Avicebron bekannt. Ibn Gabirol schrieb in Arabisch das Buch Fons Vitae, das noch erhalten ist. Es zeigt anscheinend klare neo-platonische Bezüge zur Schule von Ibn Masarra Asín weist auf den Einfluss dieser muslimischen und jüdischen Denker Spaniens in Bezug auf die mittelalterliche Christliche Theologie, zum Beispiel den langwierigen Kampf zwischen den aristotelischen Ideen von Thomas von Aquin (1225–1274) und die von Johannes Duns Scotus (1266–1308). Asíns hartnäckige Forschungen über den anhaltenden Einfluss von Ibn Masarras Schule der mystischen Philosophie führen ihn dazu, ihren Spuren schließlich zu Ibn 'Arabi(1165-1240) zu folgen sowie an Ramon Lull (1233–1315) und an Roger Bacon (ca. 1214–ca. 1294). Später fand ein anderer Gelehrter Beweise, die die Schule von Ibn Masarra mit der Philosophen des Lichts [al-Ishraq] und Mystiker des Iran, Suhrawardi (um 1155-1191). Asíns Abenmasarra y su escuela von 1914 etablierte einen nachhaltigen Einfluss auf die nachfolgende Forschung.

### Dante Alighieri

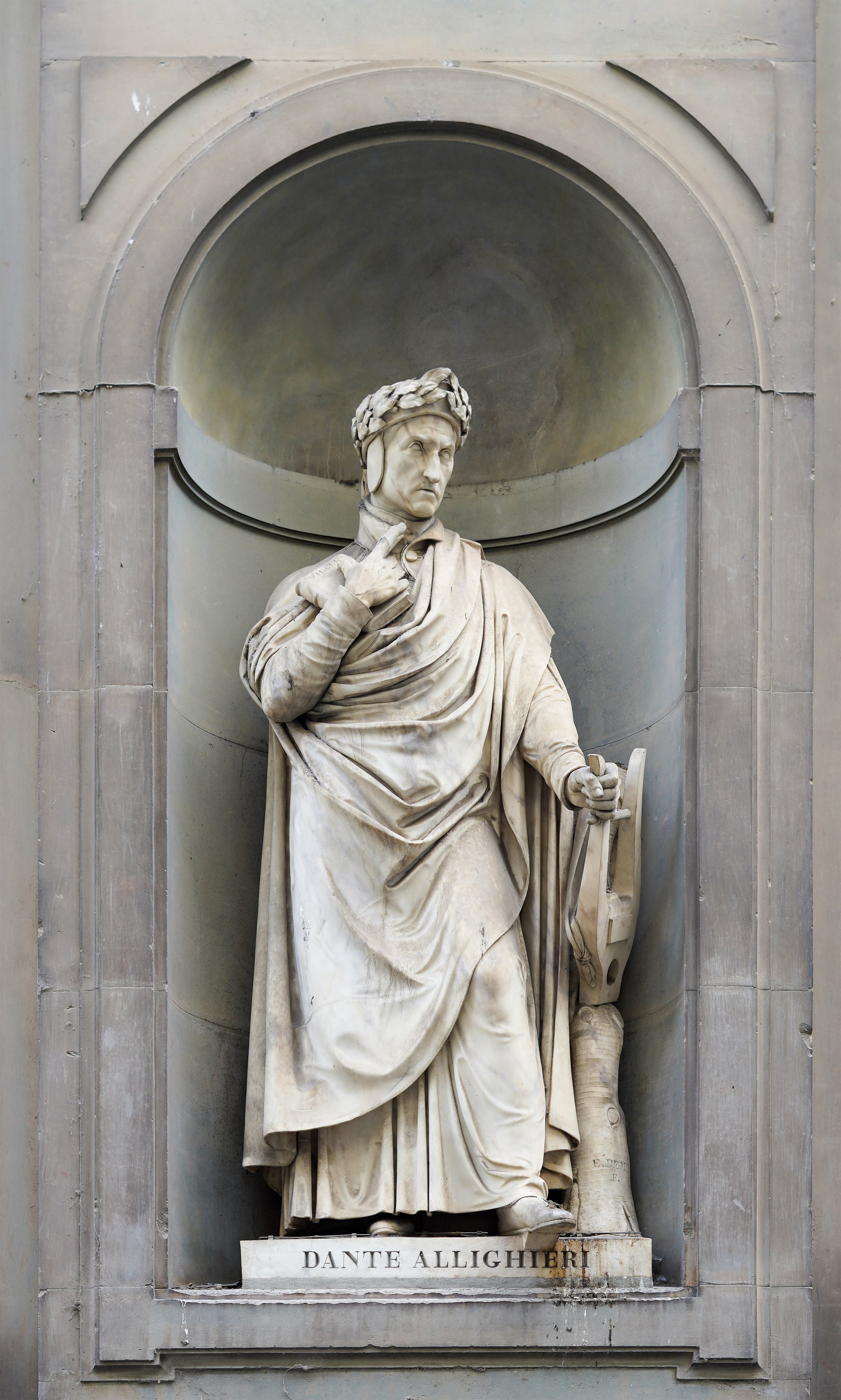
Statue von Dante Alighieri beim Palazzo degli Uffizi, Florence

Vielleicht ist Asín Palacios am besten bekannt durch sein 1919 erschienenes Buch „La Escatologia Musulmana en la Divina Comedia“, das lebhafte und ausgedehnte Diskussionen unter Dante-Gelehrten auslöste. Asín schlägt hier islamische Quellen für die theologischen Landschaften vor, die der italienische Dichter Dante Alighieri (1265–1321) in seinem Werk La Divina Commedia geschrieben um 1308 bis 1320, verwendet. Insbesondere vergleicht Asín die muslimische religiöse Literatur rund um die Himmelfahrt Mohammeds [al-'Isra wal-Mi'rag] (von Mekka nach Jerusalem und von dort mit den Propheten durch die sieben Himmel). Dantes Geschichte beschreibt seine spirituelle Reise, auf der er verschiedene Bewohner des Jenseits trifft und ihr Göttliches Gericht aufzeichnet.
Dementsprechend diskutiert Asín ausführlich die obige Nachtreise in der muslimischen Literatur, vergleicht sie mit Episoden im Inferno, imPurgatorium, und imparadiso von La Divina Commedia, untersucht den muslimischen Einfluss auf die entsprechende christliche Literatur vor dem Gedicht, und vermutet, wie Dante direkt von der Übersetzung der muslimischen Literatur gewusst haben könnte. Vor Asíns La Escatologia wurde angenommen, dass Dante aus dem langen Gedicht Aeneis des antiken römischen Dichters Vergil die Inspiration schöpfte, um die denkwürdigen Szenen des Jenseits zu schaffen. In seiner Divina Comedia spielt Dante selbst die Hauptrolle; Er wird von dem verstorbenen Dichter Vergil geführt, als sie durch das Inferno (Dante) und das Fegefeuer gehen. Asín bemerkt, dass die Hinzufügung der muslimischen Quellen in keiner Weise von Dantes Leistung ablenkt, Dante eine leuchtende Figur bleibt und sein Gedicht seinen erhabenen Platz in der Weltliteratur behält.
Asíns Buch inspirierte energische Reaktionen, sowohl positive als auch negative, sowie einen akademischen Austausch. Schließlich entdeckten zwei Gelehrte, ein Italiener und ein Spanier, unabhängig voneinander eine bis dahin begrabene arabische Quelle, das Kitab al-Miraj [Buch der Leiter (oder des Aufstiegs)] aus dem 11. Jahrhundert, die Mohammeds Nachtreise beschreibt. Dieses Werk wurde 1264 von einem Schreiber (Abrahim Alfaquim) des spanischen Königs Alfonso X el Sabio als „La Escala de Mahoma“ [Die Leiter Mohammeds] ins Spanische übersetzt.
Es tauchten auch Informationen über eine andere Übersetzung ins Lateinische auf, „Liber Scalae Machometi“, die auf das italienische Milieu des Dichters Dante Alighieri zurückgeführt wurde.
Offensichtlich traf Dantes Mentor Brunetto Latini den lateinischen Übersetzer des Kitab al-Mi'raj, während sich beide am Hof von König Alfonso X el Sabio in Kastilien befanden. Obwohl dieses fehlende Glied Asín nicht zur Verfügung stand, hatte er seine Arbeit auf mehrere ähnliche Berichte über Mohammeds Leiter gestützt, die damals unter den literarischen oder frommen Muslimen von Al-Andalus zirkulierten.

### Ibn Hazm
Die Bedeutung von Ibn Hazm von Córdoba (994-1064) für die muslimische Kultur Spaniens wurde früher von Asín anerkannt. Er skizzierte Ibn Hazms Einfluss auf den mittelalterlichen Islam und hatte eine Studie mit Übersetzung veröffentlicht, die sich mit seinem ethischen Denken befasste, gefolgt von einem Band über Ibn Hazms Ansichten zur Religionsgeschichte. Während seiner Karriere wurde Ibn Hazm zu einer bemerkenswerten Figur, nicht zuletzt wegen des breiten Spektrums seiner Fähigkeiten, z. B. als Theologe, als Jurist bedeutende Schriften zu produzieren und als Poet. Von 1927 bis 1932 veröffentlichte Asín eine 5-bändige Studie mit dem Titel „Abenházam de Córdoba y su historia crítica de las ideas religiosas“ [Ibn Hazm von Córdoba und seine „Kritische Geschichte religiöser Ideen“]. Asíns erster Band präsentiert eine Biographie, einschließlich seines Lebens als Jurist/Politiker und seiner Spur durch die Welt des Intellekts; Asín gibt hier eine Kritik an den Schriften des mittelalterlichen spanischen Muslims und konzentriert sich auf Ibn Hazm als Theologen und als frühe Historiker der Religionen. Die restlichen vier Bände umfassen eine unvollständige, aber langwierige Übersetzung von Ibn Hazms Fisal, ein sehr langes Werk über die Geschichte religiöser Ideen, dessen arabischer Titel „Kitab al-Fisal fi al-milal wa-al-ahwa' wa-al-nihal“ [Buch der Trennung] lautet. Über Religionen, Häresien und Sekten.
Asín Palacios’ Biographie zeigt Ibn Hazm als einst Wesir des im Niedergang begriffenen Umayyaden Caliphs, bevor er sich auf sein Studium zurückzieht. Im Laufe seiner Karriere war Ibn Hazm ein muslimischer Jurist der Zahiri (oder „Literalist“) Schule des Rechts geworden. Seine juristische Abhandlung über fiqh, Ibtal, wird von Asín referenziert und bezieht sich auf die Zahiri-Ablehnung der heuristischen Verwendung von Analogie, gelehrte Meinung, soziale Gerechtigkeit, juristische Autorität und ' Geist des Gesetzes, als inakzeptabel rechtsmethode. Später in seinem Fisal als Jurist spricht Ibn Hazm eine mögliche Rebellion gegen einen ungerechten Imam an; es wird unterschieden zwischen dem Nichtgehorchen eines ungerechten Befehls und dem Ergreifen von Maßnahmen zum Sturz eines ungerechten Herrschers. Ibn Hazm tritt in eine weitere Kontroverse ein und meint, dass Frauen von Gott inspiriert werden könnten, und bezieht sich dabei auf den „mujer de Abraham“ (d. h. Sarah) und auf die „madre de Jesús“ María (wie Mahoma besucht vom „ángel Gabriel“). Nach der Veröffentlichung von Asíns 5-bändiger Studie werden in der Bibliothek der Fatih-Moschee in Istanbul weitere Schriften von Ibn Hazm entdeckt, darunter die juristische responsa, der Asin einen Artikel widmete.

### Ibn 'Arabi

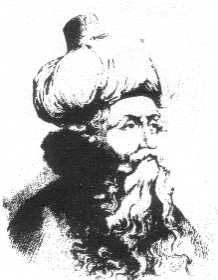
Muhyiddin Muhyī d-Dīn Ibn ʿArabī
Arabisch: ابن عربي
Spanisch: Abenarabi

Ein weiteres Werk von Asín, das den Gelehrten des Islam bekannt wurde, befasst sich mit dem Leben und der Sufi-Philosophie von Muhyiddin ibn 'Arabi (1165–1240) aus der Iberischen Stadt Murcia. Asín Palacios hatte bereits eine Reihe von Studien und Übersetzungen von Ibn 'Arabi, dem verehrten (und umstrittenen) Mystiker, geschrieben. aber sein Hauptwerk war El Islam cristianizado. Estudio del sufismo a través de las obras de Abenarabi de Murcia (Madrid 1931). Nach einer Einleitung, die vorschlägt, dass der Sufismus aus dem Einfluss des christlichen Mönchtums auf den Islam hervorgegangen ist, stellt das Buch drei Teile vor: erstens ein kurzes Leben von Ibn 'Arabi [31-118]; zweitens Kommentare, die sich der Komplexität seiner umfangreichen Schriften, seiner mystischen Lehren, seinem Platz im Sufismus und seinem späteren Einfluss [119-274] nähern; drittens, eine Auswahl, die aus sieben Werken von Ibn 'Arabi' übersetzt wurde, darunter das mekkanische Fotuhat [275-518].
Asíns kurze Biographie beschreibt Ibn 'Arabis jugendliche Bekehrung zu einem inneren Weg und ersten Lehrern. Als er etwa fünfzehn Jahre alt war, nachdem er die Tugenden seiner jungen Frau sowie sein Leiden durch eine schwere Krankheit anerkannt hatte, erhielt Ibn 'Arabi eine Berufung und veränderte so sein Leben. Bevor er sich der Literatur und der Jagd widmete, fand und folgte er spirituellen Lehrern. seine jugendliche Begegnung mit Ibn Rushd, drei seiner visionären Begegnungen mit dem 'maestro de verde' [grüner Meister] Jádir, und seine Reisen zu verschiedenen Sufis im al-Maghreb (z. B. Fes und Túnez). Im Jahr 1201 reiste Ibn 'Arabi weiter nach Osten durch Nordafrika, um seine spirituelle Reise zu unternehmen, nach Meca, Bagdad, Mossul, Kairo, Conia, Medina, Jerusalem, Aleppo und Damaskus, wo er starb und wo sein Grab heute Pilger anzieht.
Ibn 'Arabi war ein produktiver Lehrer und hinterließ uns einen riesigen Korpus schriftlicher Werke.
Asín fungierte als westlicher Pionier in sufiistischen Studien, insbesondere im Hinblick auf den schwierigen und anspruchsvollen Ibn 'Arabi, den Shaykh al-Akbar.
Asín Palacios beginnt seinen zweiten Teil mit einem Gespräch über die spirituelle Reise der Sufis, ihre Methoden und Disziplin sowie ihre verschiedenen unterstützenden Gesellschaften. Hier beschreibt Asín die unterschiedlichen Ansätze, die ibn 'Arabi gefunden oder entwickelt hat. Zum Beispiel erwähnt Asín die abführende Vorbereitung, die Ibn 'Arabi' in Bezug auf die vier Todesfälle, d. h. weiß, Tod durch Hunger, benötigt; rot, sterbend zur Leidenschaft; schwarz, um Leiden zu ertragen; grün, um in die Armut einzutreten. Während einige benachbarte Tugenden klar sehen, wenn sie jung sind, und andere zuerst einen harten Weg der Prüfungen und der Sorgen gehen … schließlich, um einem herausfordernden Paradoxon zu begegnen und in der Wildnis gedemütigt zu werden; doch jede Seele kann barmherzig eine geistliche Verwandlung empfangen, um schließlich von der göttlichen Liebe in einer glücklichen Vision der Einheit besessen zu werden. Ibn 'Arabi hat verschiedene Arten heiliger Erfahrung beschrieben, darunter eine, in der eine Seele, die „ein Bewusstsein der Einheit mit dem Göttlichen“ gekannt hat, zum früheren täglichen Leben zurückkehren kann, sich aber dennoch auch der Frucht mystischer Ereignisse bewusst bleibt, die sich sowohl des „Ich als auch des Nicht-Ich“, des Alltäglichen und des Transzendenten bewusst ist. Here Asín apparently „avoided any analysis of Ibn 'Arabi's metaphysics.“
In seiner Einleitung stellt Asín fest, dass, während das christliche Spanien später stark von der muslimischen Mystik beeinflusst wurde, zuvor das orientale Kirche den frühen Islam gleichermaßen beeinflusst hatte. Islam then arrived in the far west, the Maghreb al-Aksa and Andalusia, where Ibn 'Arabi would be born. From the perspective of religious studies, it might be said that Asín Palacios here presents us with a multidimensional, polyphonic text for comparative religion. In his other works on Sufi practice, Asín mentions precursors of Ibn 'Arabi in al-Andalus (i.e., the school of Ibn Masarra), as well as those who drew on his teachings afterwards (for example, the tariqah of the Sadilies [or xadilíes]). Asín verweist auf die vielen Parallelen zwischen al-Ghazali und Ibn 'Arabi, El Islam cristianizado, in 263 Anmerkung 1, wobei er mehrere mit Bezug auf die Fotuhat auflistet und feststellt, dass Ibn 'Arabi in Mekka öffentliche Kurse über die Ilya von al-Ghazali gab.

### Al-Ghazali

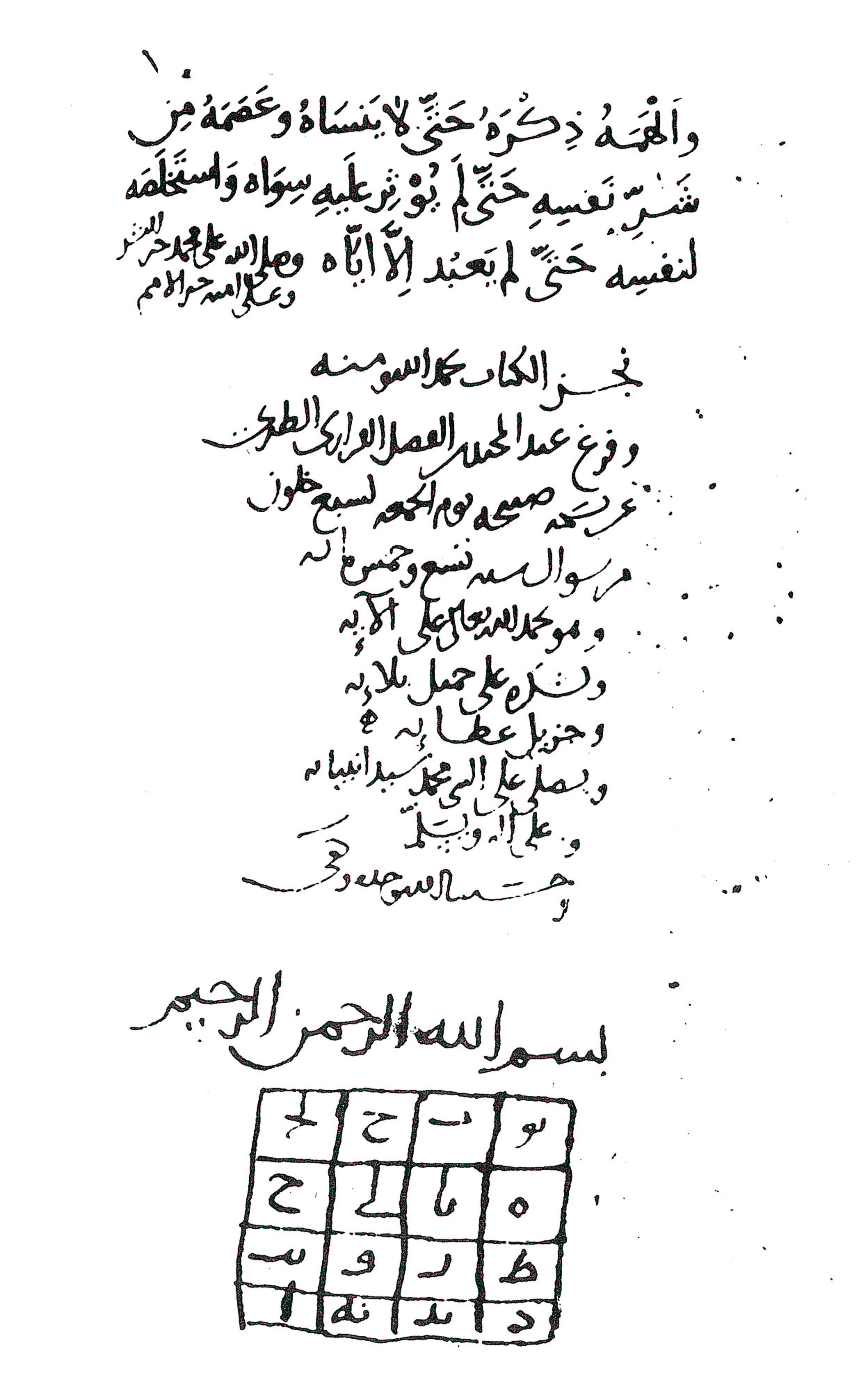
Letzte Seite der Autobiographie von al-Ghazālī

In den 1930er Jahren begann Asín eine weitere Studie über Al-Ghazali (1058–1111) mit dem Titel La espiritualidad de Algazal y su sentido cristiano. Asín erklärte ausdrücklich, dass sich das Werk auf eine christliche Interpretation des berühmten Muslimischen Gelehrten und seines Werkes beschränke. Seine Untersuchung konzentriert sich auf Themen der Spirituellen Praxis aus dem vierzigbändigen Magnum Opus von al-Ghazali, dem Ihya 'Ulum ad-Din [Wiederbelebung der Religionswissenschaften].
Der britische Gelehrte A. J. Arberry nannte Asíns mehrbändige Studie 1942 „bei weitem die wichtigste Monographie über Ghazali, die bisher geschrieben wurde“, bemerkte jedoch den Import fremder religiöser Gefühle in Asíns Arbeit über den muslimischen Theologen. Doch Asín bemerkte die mehrfache gegenseitige Durchdringung der beiden rivalisierenden Glaubensrichtungen und fühlte sich in seinem Kurs gerechtfertigt.
Nach der Einführung der Person Al-Ghazali, einschließlich einer kurzen Biographie, analysiert Asín die Lehren seines Ihya in vier Teilen:
- I, seine abführenden Asketen, zum Beispiel, wie man Sinnlichkeit, müßiges Gerede, Wut und Hass, Neid, Weltlichkeit, Gier, Ruhm, Heuchelei, Stolz, Eitelkeit und spirituelle Illusion überwindet (in Band I);
- II, sein Weg zur Einheit, zum Beispiel Buße, Geduld, Dankbarkeit, Hoffnung und Furcht, freiwillige Armut, Entsagung der Welt, Gottvertrauen und Liebe zu Gott (Bd. II);
- III, sein Weg zur Vollkommenheit, zum Beispiel der Lebensplan, Reinheit und Aufrichtigkeit, Gewissen, Meditation und das religiöse Lied und al-Ghazalis mystische Lehre, zu der Asín auch eine christliche Interpretation liefert (Band III).[149]
- In Asíns abschließendem Band IV übersetzt er eine Auswahl aus Werken von Al-Ghazali (21 andere Titel als der Ihya) und liefert eine kurze Analyse jedes einzelnen.[150]

### Johannes vom Kreuz

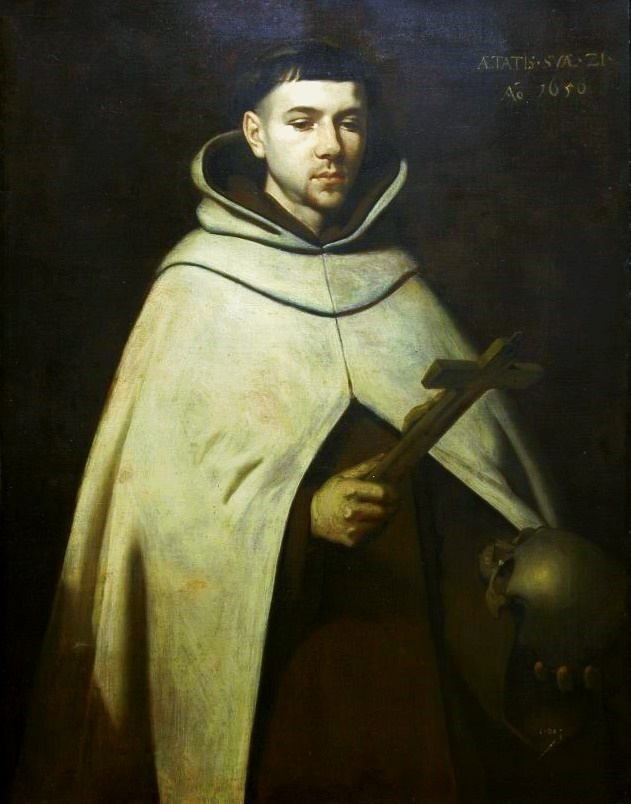
Johannes vom Kreuz.

1933 veröffentlichte Asín in der ersten Ausgabe der Zeitschrift Al-Andalus einen Artikel über San Juan de la Cruz (1542–1591) und eine Lehre, die er mit dem spirituellen Islam teilte. Dieses Werk handelt gleichermaßen von dem vorgeschlagenen Vorläufer des Heiligen, einem muslimischen Mystiker aus Ronda, Ibn Abbad al-Rundi (1332–1389); und auch über Ibn Abbads eigene Quellen im Sadili Schule (Tariqah).
Die gemeinsame Lehre betrifft die Seele auf dem Weg zur Vereinigung mit dem Göttlichen. Da Gott unerreichbar transzendent ist, besteht der einzige Ansatz der Seele darin, auf alles außer Gott zu verzichten. Dadurch tritt die Seele in eine Trostlosigkeit ein, in der sie (oder sie) nur für Gott lebt, aber die Verwüstung kann zu ernst werden und die Seele verzweifeln lassen, so dass die barmherzige Gottheit ihm (oder ihr) Inspiration gewährt, gefolgt von einer Phase des Hochgefühls; danach kehrt die Seele auf den Weg durch die Verwüstung zurück, um Gott näher zu kommen.
Die gemeinsame Lehre betrifft die Seele auf dem Weg zur Vereinigung mit dem Göttlichen. Da Gott unerreichbar transzendent ist, besteht der einzige Ansatz der Seele darin, auf alles außer Gott zu verzichten.
Dadurch tritt die Seele in eine Trostlosigkeit ein, in der sie (oder sie) nur für Gott lebt, aber die Verwüstung kann zu ernst werden und die Seele verzweifeln lassen, so dass die barmherzige Gottheit ihm (oder ihr) Inspiration gewährt, gefolgt von einer Phase des Hochgefühls; danach kehrt die Seele auf den Weg durch die Verwüstung zurück, um Gott näher zu kommen. Die geteilte Lehre lehrt, dass die Seele, die durch diese abwechselnden Zustände von „Nacht“ (Kontraktion, aufgrund von Verzweiflung) und „Tag“ (inspirierte Expansion) geht, die Charismata von Gottes inspirierenden Gunst, d. h. dem „Tag“, aufgeben kann, um schneller über den schwierigen Rhythmus von „Nacht“ und „Tag“ hinauszugehen. Danach findet die Seele Ruhe, worin sie in die transformierende Vereinigung eintreten kann Asín analysiert das Fachvokabular der Sadilis und von San Juan de la Cruz, um die Verbindung weiter herzustellen.
Obwohl er diese Ähnlichkeiten, wie von Asín diskutiert, nicht in Frage stellte, blieb ein späterer Gelehrter, José Nieto, kritisch gegenüber jeder impliziten Verbindung zwischen den früheren Lehren des Sadili Sufis und San Juan de la Cruz. Im Gegenteil, der Vorschlag ist, dass diese „geteilte mystische Lehre“ auf einer solchen Ebene der Allgemeinheit funktioniert, dass sie spontan entstehen wird.

### Teresa von Ávila

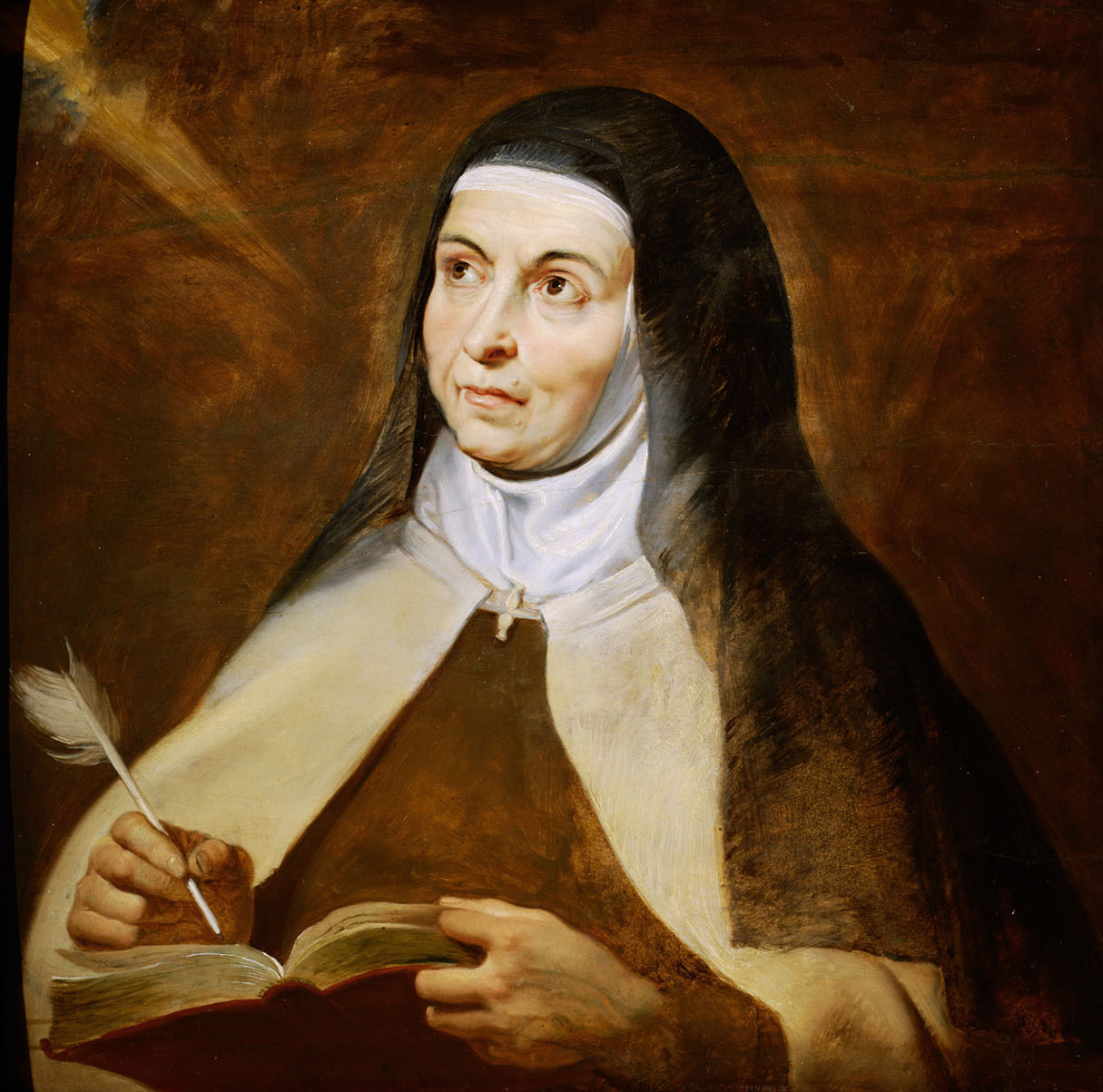
Teresa von Ávila von Peter Paul Rubens

In einem posthum veröffentlichten Artikel diskutiert Asín Santa Teresa de Ávila (1515–1582). Die Gleichnisse und Analogien, die sie verwendete, um die Erfahrungen ihres spirituellen Lebens zu vermitteln werden von Asín entdeckt, um denen zu entsprechen, die zuvor von Mystikern des Islam verwendet wurden. In diesem Fall ist das verwendete Bild von sieben Wohnplätzen oder Schlössern, einer im anderen. Asín erwähnt den Tanwir des sadili Ibn 'Ata Allah; der Tayrid von Ahmad al-Gazali (Bruder von Algezel); und das anonyme Nawadir zusammengestellt von Ahmad al-Qalyubi, mit seinen sieben konzentrischen Schlössern. Asín zieht andere Gegenseitigkeiten in der Matrix der Symbole hervor, zum Beispiel die Göttlichkeit, die in der zentralen Wohnung ist.
Luce López-Baralt erforscht diese Assoziation von Bildern weiter und verfolgt die Parallele zu einem islamischen Mystiker bagdads aus dem 9. Jahrhundert, Abu-l-Hasan al-Nuri (gestorben 907), dessen „Maqamat al-qulub“ [Stationen des Herzens] sieben Burgen beschreibt, eine in der anderen, durch die die Seele zu Gott reist.
Nach dem Zitieren einer Passage, in der Sta. Teresa ihre spontane Bekanntschaft mit dem Schlossbild beschreibt López-Baralt schließt daraus, dass Sta. Teresas Erwerb der islamischen Parallele indirekt war, wahrscheinlich aus einer populären Anspielung, die jahrelang in ihr schlummerte und später wieder auftauchte, um ihr zu helfen, ihre mystischen Erfahrungen zu kommunizieren. Nach anderen Catherine Swietlicki nahm eine neue, aber verwandte Richtung ein und diskutierte das jüdische Erbe der heiligen Teresa, und ihre Mystik, wie sie durch die gegenseitige Präsenz von drei Glaubensrichtungen gefiltert wird. Die katholischen Schriften von Santa Teresa de Ávila, die weithin anerkannt und verehrt werden, können dementsprechend so verstanden werden, dass sie auch eine Allgemeinheit gemeinsamer Werte unter den jüdischen, christlichen und islamischen Glaubensrichtungen während dieser gesegneten Perioden der „Convivencia“ im mittelalterlichen Spanien widerspiegeln.

### Weitere Werke
Viel Beachtung in der Religionswissenschaft fand sein Werk Logia et Agrapha Domini Jesu, eine umfassende Sammlung von Jesusüberlieferungen verschiedener muslimischer Autoren in zwei Bänden.
Unter den vielen Artikeln von Asín Palacios befinden sich zudem Studien zu folgenden Themen:
- Blaise Pascal (1623–1662) und seine Vorstellung, eine Wette auf die Chancen auf Belohnung oder Bestrafung nach dem Tod zu platzieren, in Bezug auf ähnliche Ideen in Al-Ghazali;
- Alumbrados, dissidente religiöse Gruppen, die im 16. und 17. Jahrhundert in Spanien organisiert wurden, Ähnlichkeiten im Vergleich zu den Sadili Schule (Tariqah).
- Ramon Lull (1233–1315), Mystiker, der den Islam zum Christentum konvertieren wollte, dessen Ideen Asín in seinem Buch über Ibn Masarra und auch in Bezug auf Ibn 'Arabi diskutierte;
- Ibn al-Arif (12. Jahrhundert) de Almería, beeinflusst von Ibn Masarra, erwähnt von Ibn 'Arabi; arif bedeutet „Kontemplation“, obwohl seine Praxis mit schimmer Tendenzen verbunden war;
- Ibn Bajjah (1106–1138) von Saragossa, lateinisch als Avempace bekannt, insbesondere im Hinblick auf den Einfluss von Aristoteles auf die europäische und arabische Philosophie.

Obwohl Asín den Hinweisen, die er fand, sorgfältig folgte, schien er dennoch ständig auf seinem Kernforschungsgebiet zu bleiben: dem gegenseitigen Einfluss der verschiedenen Zivilisationen des Islam und des Christentums während der Jahrhunderte der muslimischen Herrschaft in Spanien und danach und den multilateralen Implikationen.